# Стоян Загорски
Стоян Ганев Загорски е български офицер, генерал-лейтенант от военноинженерно ведомство, участник в Сръбско-българската война (1885), началник на обсадната артилерия през Балканската (1912 – 1913) и Междусъюзническата война (1913), началник на инженерните войски по време на Първата световна война (1915 – 1918).

## Биография
Стоян Загорски е роден на 12 юни 1864 г. в село Камена, Тулчанско. След освобождението се преселва в Княжество България. През 1884 г. завършва Военното на Негово Княжеско Височество училище, като на 30 август е произведен в чин подпоручик и зачислен в артилерията. Служи в 3-ти артилерийски полк. Взема участие в Сръбско-българската война (1885). На 30 август 1886 г. е произведен в чин поручик, а през 1889 г. в чин капитан. През 1892 г. завършва артилерийската апликационна школа в Брюксел, Белгия, и получава званието военен инженер. През 1894 г. е произведен в чин майор, а от 1899 г. е подполковник.
В периода от 1900 до 1909 г. Стоян Загорски е командир на Софийския крепостен батальон, като през 1904 г. е произведен в чин полковник. През 1911 г. е назначен за командир на 4-ти артилерийски полк.

### Балкански войни (1912 – 1913)
През Балканската война (1912 – 1913) полковник Загорски служи като началник на обсадната артилерия, като се проявява особено в Одринската операция.
През 1915 г. полковник Загорски е прехвърлен в инженерните войски, където служи като началник на Инженерната инспекция. На 2 август 1915 г. е произведен в чин генерал-майор.

### Първа световна война (1915 – 1918)
По време на Първата световна война (1915 – 1918) генерал Загорски е началник на инженерните войски. На 10 октомври 1918 г. е произведен в чин генерал-лейтенант. През 1919 г. е уволнен от служба.
Генерал-лейтенант Стоян Загорски умира на 19 април 1930 година.

## Военни звания
- Подпоручик (30 август 1884)
- Поручик (30 август 1886)
- Капитан (1889)
- Майор (1894)
- Подполковник (1899)
- Полковник (1904)
- Генерал-майор (2 август 1915)
- Генерал-лейтенант (31 октомври 1918)

## Награди
- Военния орден „За храброст“ III степен, 2-ри клас
- Орден „Св. Александър“ V степен без мечове III степен с мечове по средата
- Народния орден „За военна заслуга“ V клас на обикновена лента